# Chryzargyron

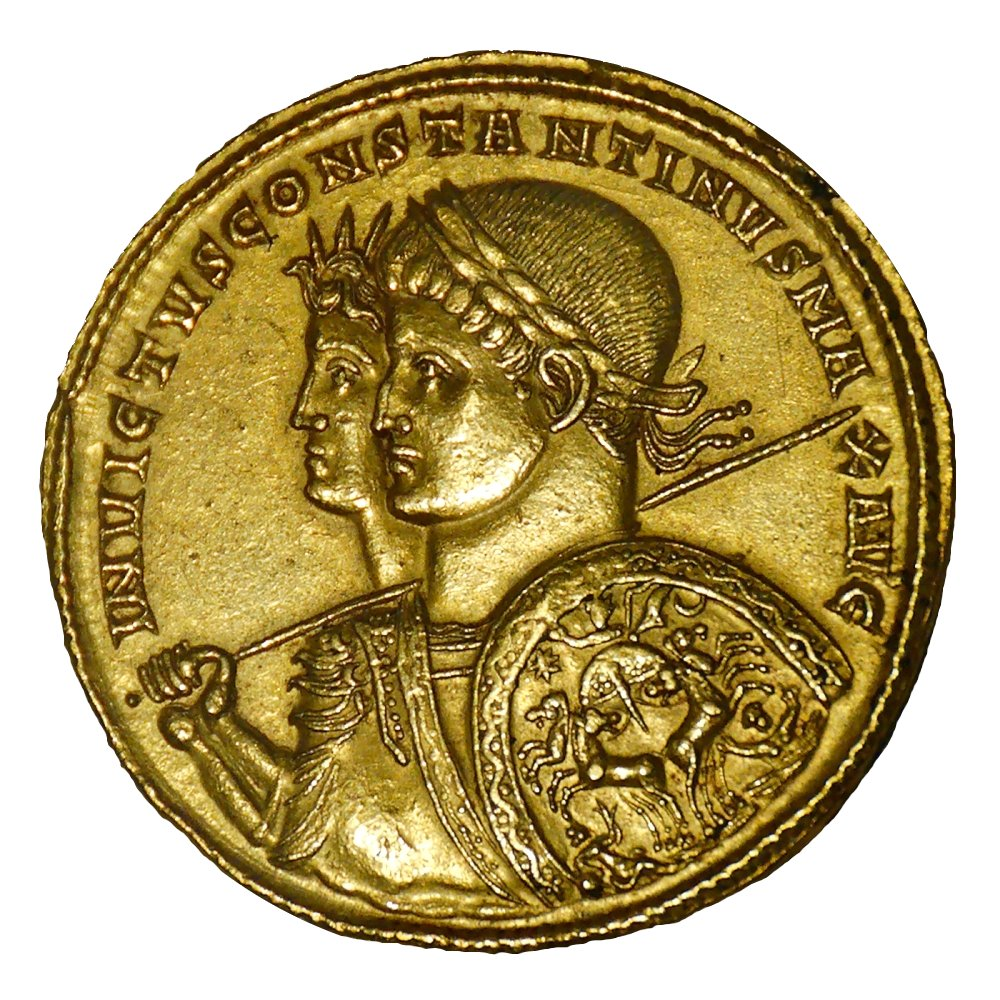
Konstantyn I Wielki

Chryzargyron (gr.: χρυσάργυρον) – wprowadzony przez Konstantyna Wielkiego podatek płacony w złocie (χρυσός) lub srebrze (ἄργυρος), co pięć lat, przekazywany do państwowej skarbony (sacrarum largitionum) co cztery lata. Pierwszy raz był ściągnięty w roku 315 n.e., choć wprowadzenie podobnego opodatkowania można zauważyć za Kaliguli. Podlegali mu rzemieślnicy i kupcy, osoby czerpiące zyski z pożyczek, stowarzyszeń, klubów, także nierządnice i nierządnicy. Obejmował osoby wolne i niewolników. Choć podatek ściągano w długich odstępach czasowych, to jednak stanowił dość spore obciążenie dla wielu rodzin.
Podatek zniesiony przez cesarza Anastazjusza I.